# St. Jakobus der Jüngere (Konstanzer)

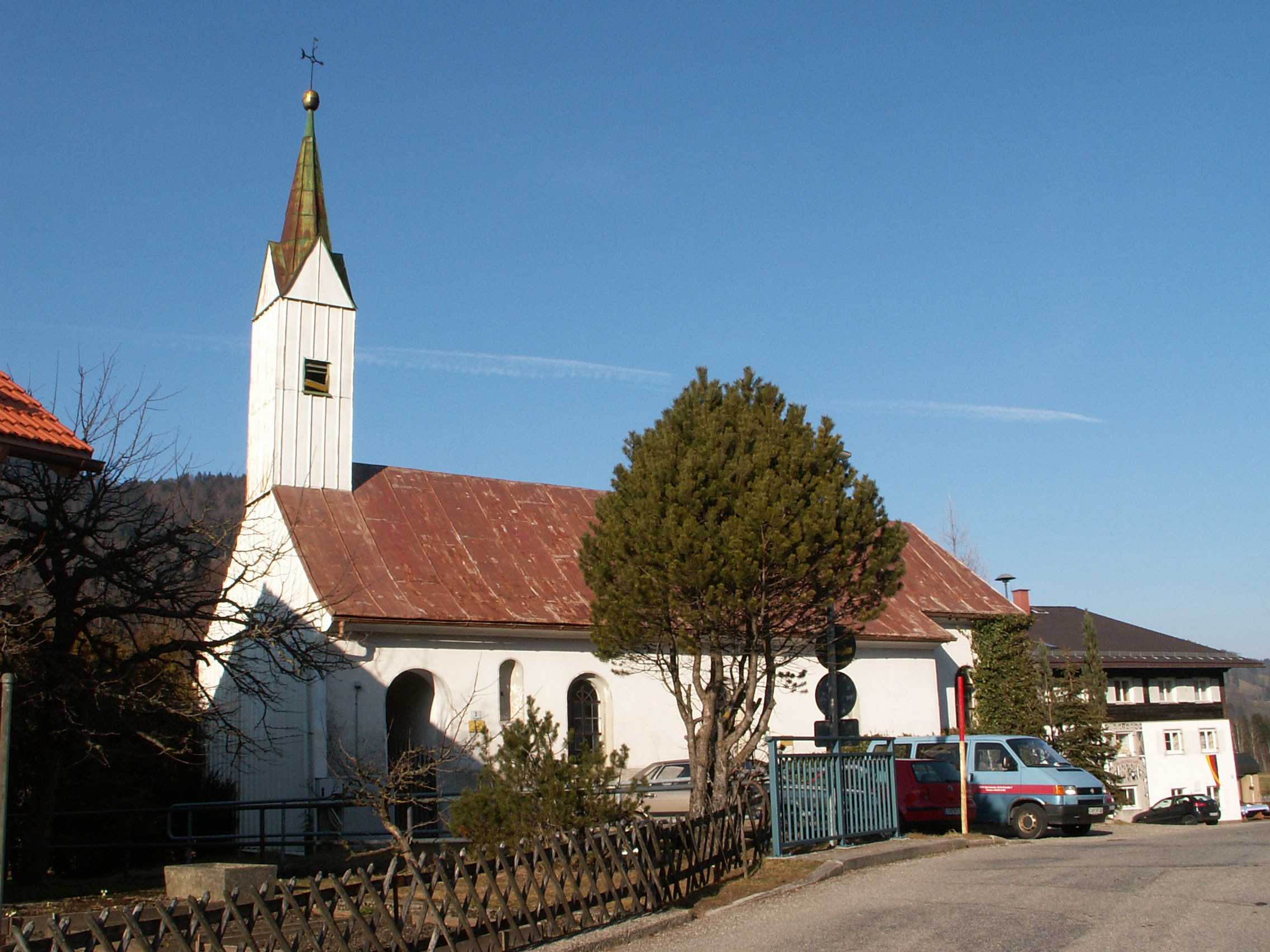
St. Jakobus der Jüngere in Konstanzer

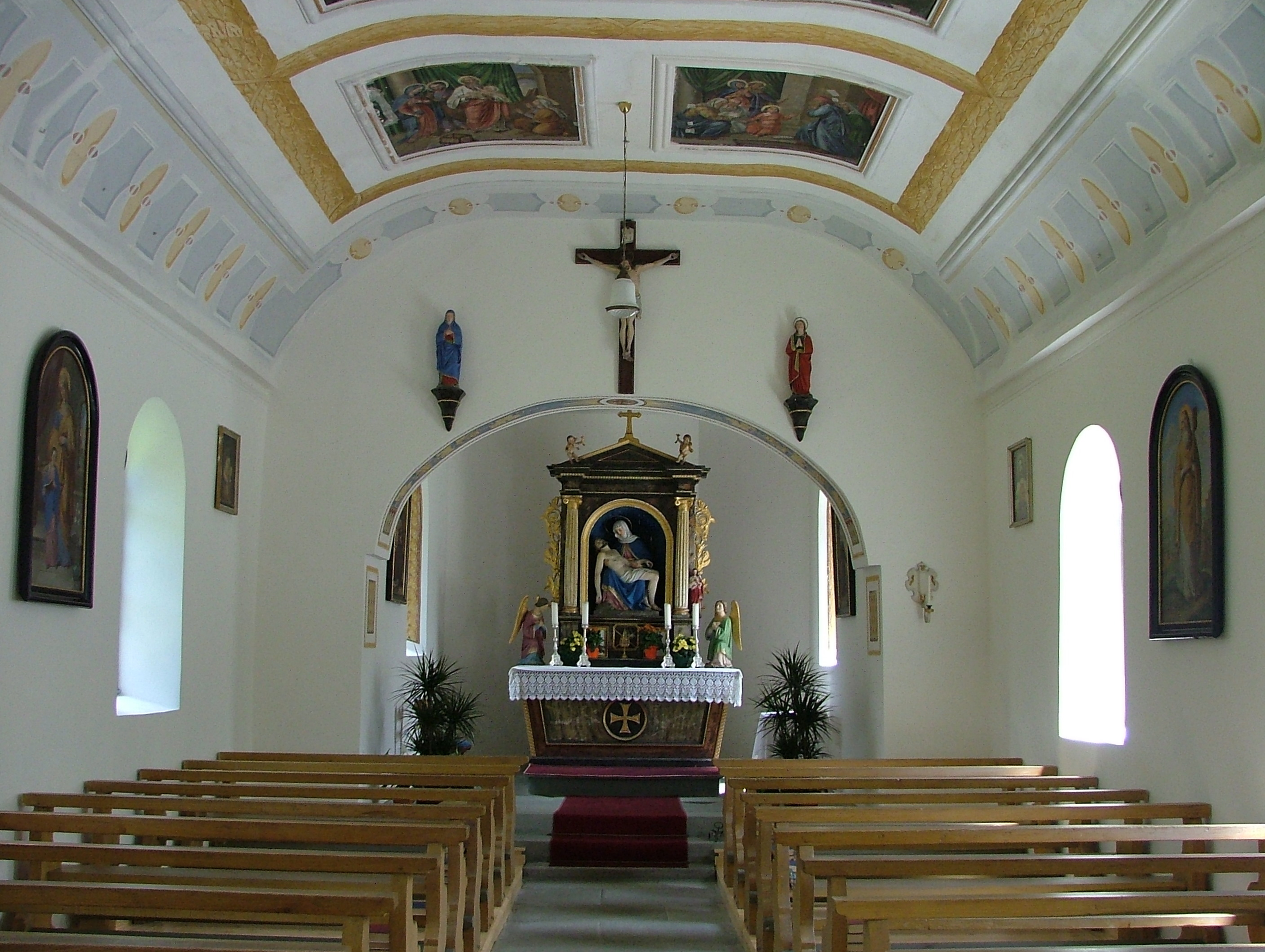
Innenansicht

Die römisch-katholische Kapelle St. Jakobus der Jüngere steht in Konstanzer, einem Gemeindeteil des Marktes Oberstaufen im schwäbischen Landkreis Oberallgäu von Bayern. Das Bauwerk ist in der Liste der Baudenkmäler in Oberstaufen als Baudenkmal unter der Nr. D-7-80-132-84 eingetragen.

## Beschreibung
Die Kapelle wurde 1853/54 erbaut. Die Saalkirche besteht aus einem Langhaus und einem eingezogenen, dreiseitig geschlossenen Chor im Osten. Über dem Giebel der Fassade im Westen erhebt sich ein quadratischer Dachreiter, der mit einem spitzen Helm bedeckt ist. Die Deckenmalereien in den Innenräumen, im Chor mit der Trinität, im Langhaus mit dem Marienleben, werden Ludwig Caspar Weiß zugeschrieben.